# Leitão (Disney)
Leitão é um personagem da turma do Ursinho Pooh.
Inicialmente, nos três curta-metragens do filme As Aventuras Extras do Ursinho Puff (1977), a tradução do nome do personagem foi "Bacorinho" (a palavra "bacorinho" ou "bácoro" é uma variante para "porquinho"),mas devido a alterações na nomenclatura dos personagens nos anos 80, ele passou a se chamar "Leitão", nome pelo qual é conhecido até hoje.
Leitão é um porco bem pequeno que usa um colete cor de rosa listrado. Ele tem pernas curtas (apesar de correr bem rápido quando fugindo de algo), braços curtos e orelhas bem grandes, mas não tem rabo. Adora comer bolotas, sendo a sua comida preferida.
Leitão é considerado medroso pois ele tem medo de quase tudo. É também muito cauteloso, precavido, sensato e prestativo (gosta muito de ajudar). Leitão raramente tem vontade de fazer qualquer coisa perigosa ou arriscada, ele só o faz quando seus amigos precisam dele, ou quando alguém garante que não há perigo.
O melhor amigo de Leitão é o Urso Puff. Abel também parece gostar muito dele, especialmente por sua sensatez. Outros amigos de Leitão são Bisonho, Tigrão, Corujão, Roque-Roque, Guru, Kessie e Bolota.
Na Turquia, a série foi retirada do ar por causa de Leitão ser um porco, e os porcos serem considerados animais sujos nesse país.
No Brasil, a voz do Leitão foi feita por Cleonir dos Santos nos três primeiros curtametragens incluidos em "Puff - O Ursinho Guloso", e depois por Oberdan Junior, que assumiu a voz do personagem ainda criança, em todos os episódios da série As Novas Aventuras do Ursinho Puff, permanecendo até 2007, e sendo substituido por Alexandre Moreno na série Meus Amigos Tigrão e Pooh.
Leitão deu a sua casa ao Bisonho, e depois foi morar com Puff.
Na placa na casa do Leitão se lê a frase Tresspasser will (invasores serão). O resto da frase é desconhecido. A placa está meio quebrada e não dá para saber o que estava escrito originalmente.
No primeiro curta produzido do Ursinho Puff, Winnie the Pooh and the Honey Tree, Leitão não aparece pois a Disney decidira substituí-lo por Roque-Roque, no entanto, no próximo curta tanto ele quanto Roque-Roque apareceram. 
O seu filme, Piglet's Big Movie, obteve mais receitas de venda que o próprio filme do Winnie the Pooh, estreado em 2011.

## Aparições
- Winnie-the-Pooh (livro)
- The House at Pooh Corner (livro)
- The Many Adventures of Winnie the Pooh (filme)
- The New Adventures of Winnie the Pooh (série animada)
- Pooh's Grand Adventure: The Search for Christopher Robin (filme)
- Winnie the Pooh: Seasons of Giving (filme)
- The Tigger Movie (filme)
- The Book of Pooh (série animada)
- Winnie the Pooh: A Very Merry Pooh Year (filme)
- Piglet's Big Movie (filme)
- Winnie the Pooh: Springtime with Roo (filme)
- Pooh's Heffalump Movie (filme)
- Pooh's Heffalump Halloween Movie (filme)
- My Friends Tigger & Pooh (série animada)
- Pooh's Super Sleuth Christmas Movie (filme)